# Падаровце
Падаровце (слч. Padarovce) насељено је мјесто са административним статусом сеоске општине (слч. obec) у округу Римавска Собота, у Банскобистричком крају, Словачка Република.

## Становништво
| Година:    | 1994. | 2004.    | 2014.    | 2024.    |
| ---------- | ----- | -------- | -------- | -------- |
| Број људи: | 186   | 158      | 193      | 140      |
| Разлика:   |       | -15,05 % | +22,15 % | -27,46 % |

| Година:    | 2023. | 2024.   |
| ---------- | ----- | ------- |
| Број људи: | 136   | 140     |
| Разлика:   |       | +2,94 % |

Према подацима о броју становника из 2011. године насеље је имало 184 становника.